# Антонувка (Опольський повіт)
Антонувка (пол. Antonówka) — село в Польщі, у гміні Ходель Опольського повіту Люблінського воєводства.
Населення — 100 осіб (2011).
У 1975-1998 роках село належало до Люблінського воєводства.

## Демографія
Демографічна структура станом на 31 березня 2011 року:
|          | Загалом | Допрацездатний вік | Працездатний вік | Постпрацездатний вік |
| -------- | ------- | ------------------ | ---------------- | -------------------- |
| Чоловіки | 49      | 11                 | 35               | 3                    |
| Жінки    | 51      | 14                 | 23               | 14                   |
| Разом    | 100     | 25                 | 58               | 17                   |